# Huizong
Huizong (Kaifeng, 2 de novembro de 1082 - 4 de junho de 1135), foi o oitavo imperador e um dos mais famosos da dinastia Song da China, governou de 1110 a 1125.

## Vida
Penúltimo imperador da dinastia Song do Norte. Foi também um pintor, poeta e calígrafo muito conhecido. Nascido como o 11º filho do imperador Shenzong, ele subiu ao trono em 1100 após a morte de seu irmão mais velho e antecessor, o imperador Zhezong, porque o único filho do imperador Zhezong morreu prematuramente. Viveu no luxo, na sofisticação e na arte na primeira metade de sua vida. Em 1126, quando a dinastia Jin liderada por Jurchen invadiu a dinastia Song durante as Guerras Jin-Song, o imperador Huizong abdicou e passou seu trono para seu filho mais velho, Zhao Huan, enquanto Huizong assumiu o título honorário de Taishang Huang (ou "Imperador Aposentado"). No ano seguinte, a capital Song, Bianjing, foi conquistada pelas forças Jin em um evento historicamente conhecido como o Incidente Jingkang. O imperador Huizong e o imperador Qinzong e o resto de sua família foram capturados pelos jurchens e trazidos de volta para a capital Jin, a prefeitura de Huining em 1128. O Imperador Taizong de Jin, deu ao ex-Imperador Huizong um título, Duque Hunde (literalmente "Duque Besotted"), para humilhá-lo. Depois que Zhao Gou, o único filho sobrevivente de Huizong para evitar a captura pelos Jin, declarou-se como o décimo imperador da dinastia como Imperador Gaozong, os Jurchens usaram Huizong, Qinzong e outros membros da família imperial para pressionar Gaozong e sua corte a se renderem. O imperador Huizong morreu em Wuguocheng depois de passar cerca de nove anos em cativeiro.

Apesar de sua incompetência no governo, o imperador Huizong era conhecido por sua promoção do taoísmo e talentos em poesia, pintura, caligrafia e música. Ele patrocinou inúmeros artistas em sua corte imperial, e o catálogo de sua coleção listou mais de 6 000 pinturas conhecidas.